# Apremont (Vendée)
Apremont is een plaats in Frankrijk in het departement Vendée in de regio Pays de la Loire.
Apremont ontleent zijn naam aan de Gallo-Romeinen en zou afkomstig zijn van de Aspre Montagne, naar het aanzienlijke hoogteverschil in de gemeente.

## Monumenten
- Château d'Apremont : Apremont heeft een van de eerste renaissancekastelen van de Vendée, gebouwd op de plaats waar ooit een middeleeuwse vesting stond;
- Château de l'Audardière
- Église Saint-Martin: gebouwd in 1902 op de plaats van een oude kerk uit de 15e eeuw, boven in de stad tegenover het kasteel.
- Landhuis van La Tuderrière.
- Croix hosannière d'Apremont

## Geografie
De onderstaande kaart toont de ligging van Apremont (Vendée) met de belangrijkste infrastructuur en aangrenzende gemeenten.

## Demografie
Onderstaande figuur toont het verloop van het inwonertal (bron: INSEE-tellingen).
1. ↑  Populations de référence 2022.